# انجمن نجوم ایران
انجمن نجوم ایران یکی از انجمن‌های علمی ایران در علوم پایه است که در راستای گسترش دانش نجوم (ستاره‌شناسی) در ایران، ۲۷ خرداد ۱۳۷۵، موفق به دریافت پروانه تأسیس شد و ۳ آذر ۱۳۷۵ به شماره ۹۲۲۶ ثبت شد. هم‌اکنون معین مصلح رئیس انجمن نجوم ایران است.

## اتحادیه بین‌المللی نجوم
انجمن نجوم ایران یکی از ۷۴ عضو اتحادیه بین‌المللی نجوم است. این انجمن با همکاری انجمن نجوم گرجستان و ارمنستان گروه همکاری‌های منطقه ای آسیای جنوب غربی دفتر نجوم برای توسعه (OAD) وابسته به اتحادیه بین‌المللی نجوم (IAU) را تشکیل می‌دهند

## آغاز و انجام شاخه آماتوری انجمن نجوم ایران
شاخه آماتوری انجمن نجوم ایران در پی تحولات عمده‌ای که در زمینه ترویج نجوم در کشور و به ویژه افزایش علاقه‌مندی جمع کثیری از جوانان به یادگیری و فعالیت آماتوری در حوزه نجوم رخ داد، در سال 1381 شکل گرفت. این شاخه با هیئتی مرکب از فعالان انتصابی نجوم آماتوری،‌ بخشی از ساختار انجمن نجوم ایران بود و فعالیت‌هایش بر مبنای نیازهای دهه 1380 در جامعه نجوم کشور و نیز با نگاه به چشم انداز آینده این فعالیت‌ها تنظیم شده بود. تلاش برای هماهنگ‌سازی انجمن‌ها و گروه‌های نجوم در کشور، برگزاری باشگاه‌های نجوم در شهرهای مختلف، گردهمایی سالانه نجوم ایران و برگزاری مناسبت‌های سراسری مانند روز جهانی نجوم، ماراتن مسیه، جشنواره ساعت آفتابی، رقابت رصدی عبدالرحمان صوفی، هفته فضا و ... از مهم‌ترین فعالیت‌های شاخه آماتوری در دوران فعالیت ده ساله‌اش بود. در خرداد 1391 و پس از کش و قوس‌هایی که میان اعضای هیئت دبیران شاخه آماتوری (مرکب از محمدمهدی مطیعی، اسد الله قمری نژاد،‌ پورنگ پورحسینی، سیاوش صفاریان‌پور، فاطمه عظیم لو، اصغر کبیری، پوریا ناظمی، بابک امین تفرشی و محمد رحیمی) و مدیریت وقت انجمن نجوم ایران بر سر مسائل مختلف صورت گرفت، سر انجام اعضای شاخه در بیانیه ای استعفای جمعی خود را اعلام کردند.

## تشکیل کمیته آماتوری انجمن نجوم ایران
قریب به دوازده سال پس از انحلال شاخه آماتوری، فعالیت‌ رسمی نخستین دوره کمیته آماتوری انجمن نجوم ایران از پاییز 1403 آغاز شد. اعضای شورای دبیران این کمیته از طریق برگزاری انتخابات اینترنتی از سوی اعضای آماتوری انجمن نجوم ایران انتخاب شدند. انجمن نجوم ایران این کمیته را با هدف تقویت و گسترش فعالیت‌های آماتوری در حوزه نجوم راه‌اندازی کرده است. کمیته آماتوری انجمن نجوم ایران با تمرکز بر رشد و ارتقای کیفیت فعالیت‌های آماتوری، توانمندسازی و تسهیلگری، طرح‌ها و برنامه‌های متعددی را طراحی و اجرا می‌کند.
اعضای منتخب اصلی نخستین دوره شورای دبیران کمیته آماتوری انجمن نجوم ایران مرکب است از: ندا جعفری از تهران، محمدمهدی مطیعی از مشهد، علیرضا آقاجانی از تبریز، احمد سراستاد از یزد، خسرو جعفری‌زاده از کرج. اعضای علی البدل نخستین دوره شورای دبیران کمیته آماتوری انجمن نجوم ایران نیز عبارت است از کاظم کوکرم و محمد حسین طالع زاده از تهران. افزون بر این نفرات، علی ابراهیمی سراجی نیز عضو انتصابی از سوی انجمن نجوم ایران در نخستین دوره شورای دبیران کمیته آماتوری است.